# Euphrasia stricta
Euphrasia stricta là loài thực vật có hoa thuộc họ Cỏ chổi. Loài này được D.Wolff ex J.F.Lehm. mô tả khoa học đầu tiên năm 1809.

## Hình ảnh

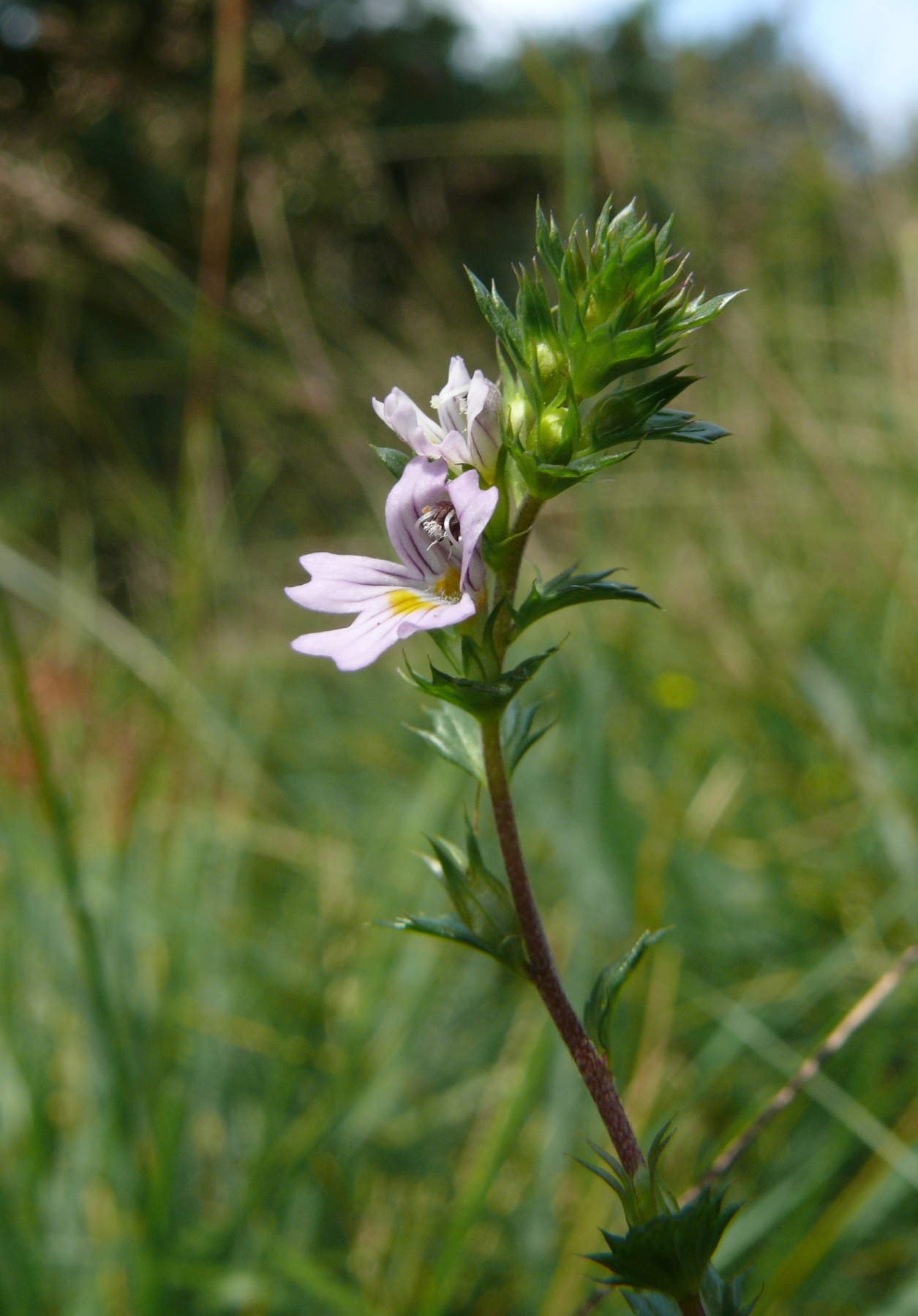
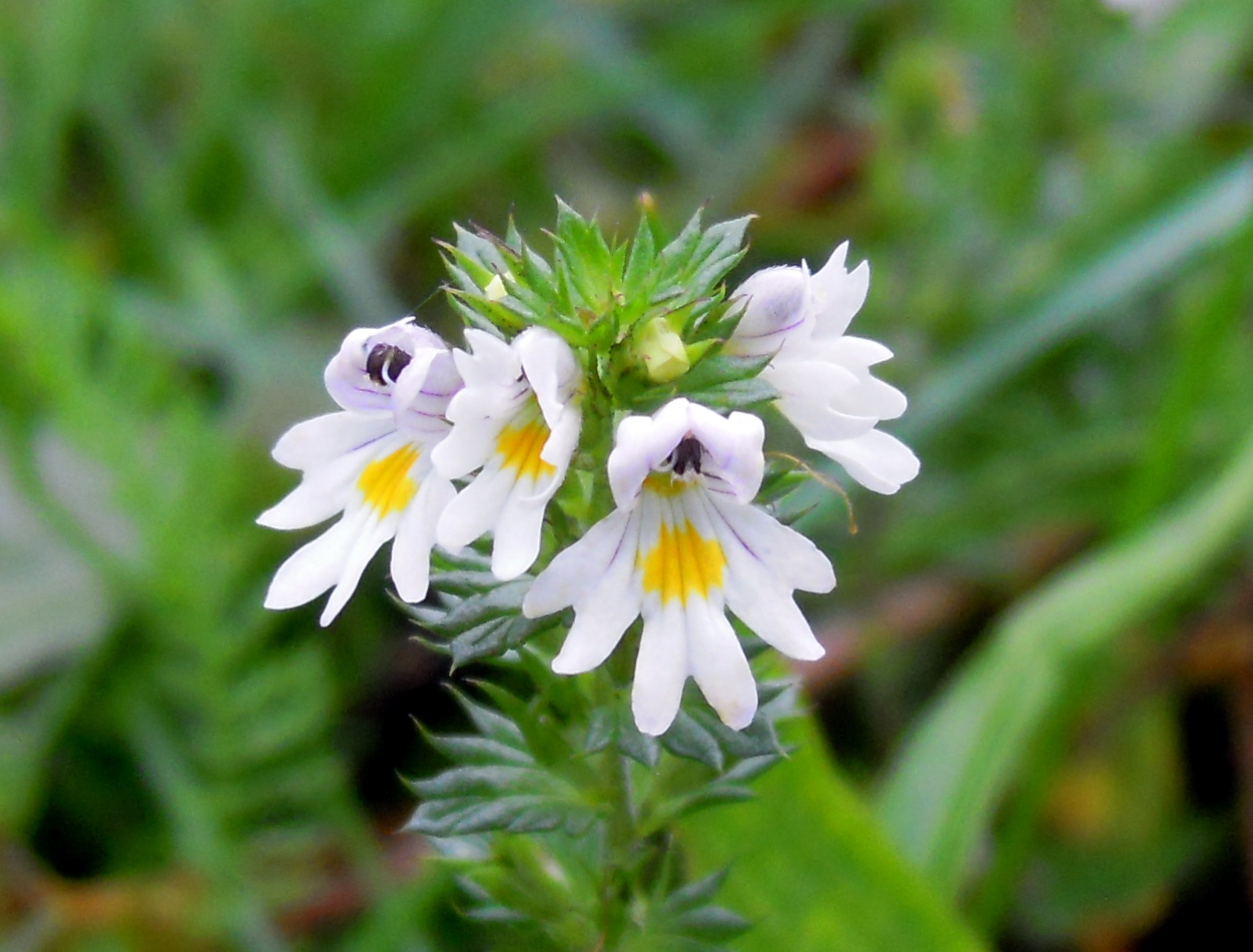
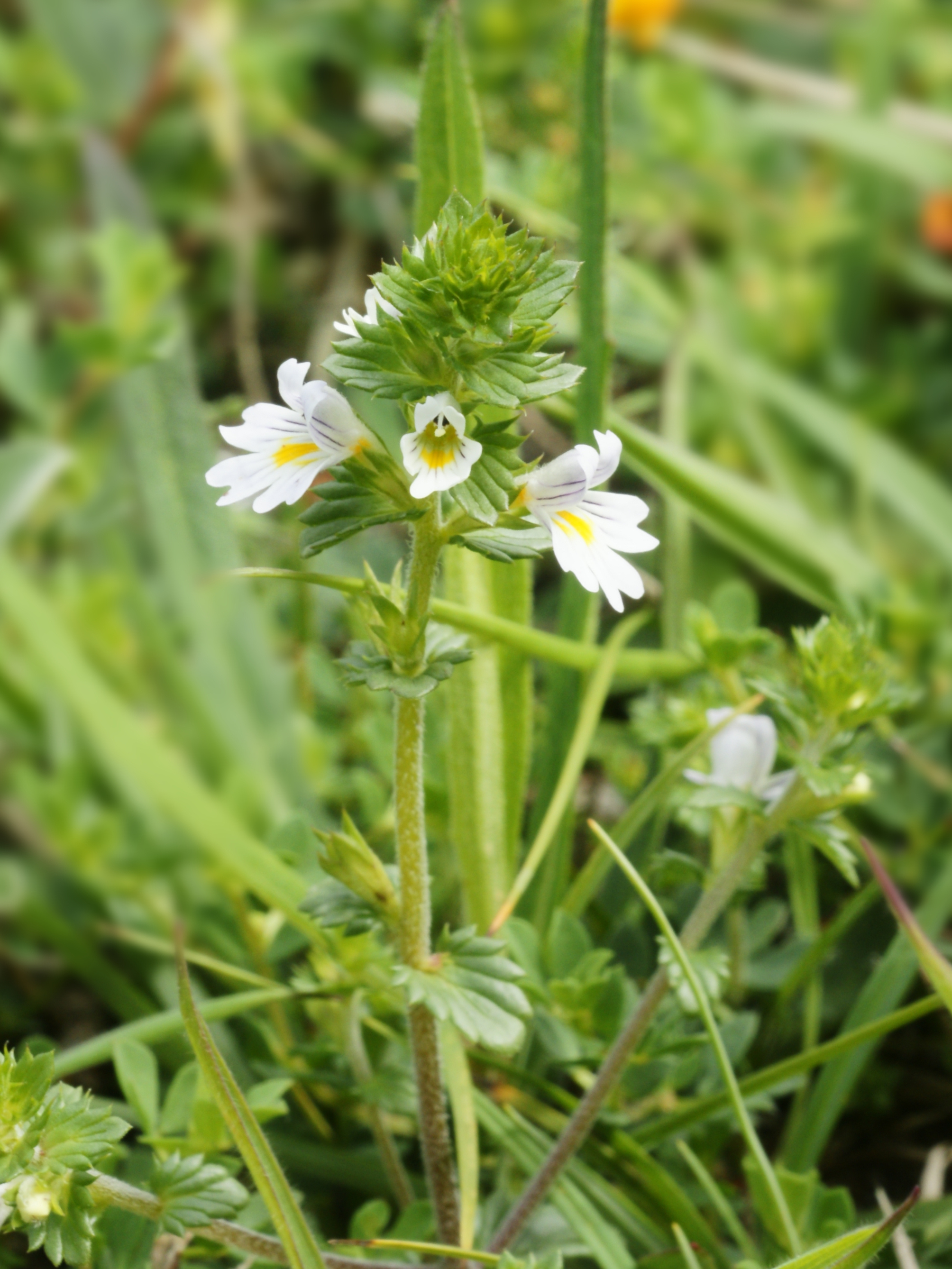
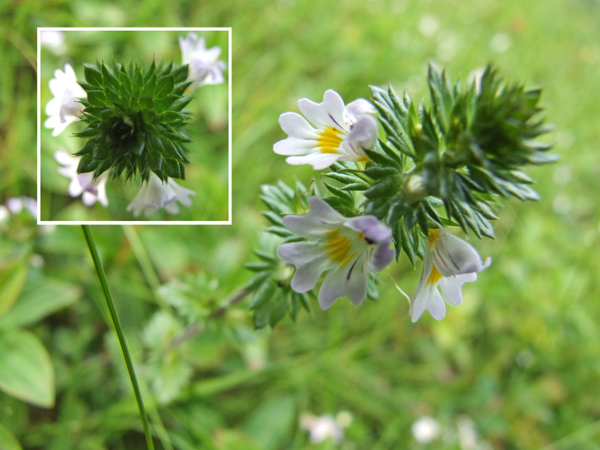